# 催产素
催產素（英語：Oxytocin，简称OT），又称缩宫素，是一種哺乳類動物激素，是肽类激素也是神經肽，一般由下視丘產生，由腦垂腺後葉釋放。催产素可以在大腦下視丘「室旁核」與「視上核」神經元所自然分泌，經下視丘腦下垂體路徑神經纖維送到垂體後葉分泌。催产素在社會連結、有性生殖、在分娩中及分娩後都相當重要。催產素在雌性哺乳類動物生產時大量釋放，擴張子宮頸和收縮子宮，促進分娩，分娩後催产素也會刺激乳頭，促進乳汁產生，有助於生產、母嬰連結及哺乳。催产素是於1906年由亨利·哈利特·戴尔發現，在1952年確定其分子結構。
作為藥物的催產素可以幫助生產，且早在1911年，醫生就已在臨床上應用含有催產素的腦下垂體萃取物，也就所謂的「后叶催产素」，來促進子宮收縮以對治難產的問題。在此種腦下垂體萃取物做為藥物並於臨床上得到應用後的40多年，在1953年催產素為美國化學家文森特·迪维尼奥首次人工合成，迪维尼奥之後於1955年獲頒诺贝尔化学奖。

## 簡介
催產素英文單詞來自希臘語「，」，意思是“快誕生”。其子宮收縮性質是由英國藥理學家亨利·哈利特·戴爾在1906年發現的。而催奶性能则分别由奧特（Ott）和斯科特（Scott）於1910年，以及謝弗（Schafer）和Mackenzie於1911年描述。
1953年初科學家文森特·迪维尼奥的團隊和Tuppy成功測定排列出催產素的九個氨基酸序列。後在1953年科學家文森特·迪维尼奥的團隊合成了可應用到為婦女催生的人工合成催產素。1955年，迪维尼奥因此獲得諾貝爾化學奬。催產素是第一個被測序和合成的神经肽。文森特·迪维尼奥1954年出版指出這個合成是第一個神经肽的合成。

## 結構

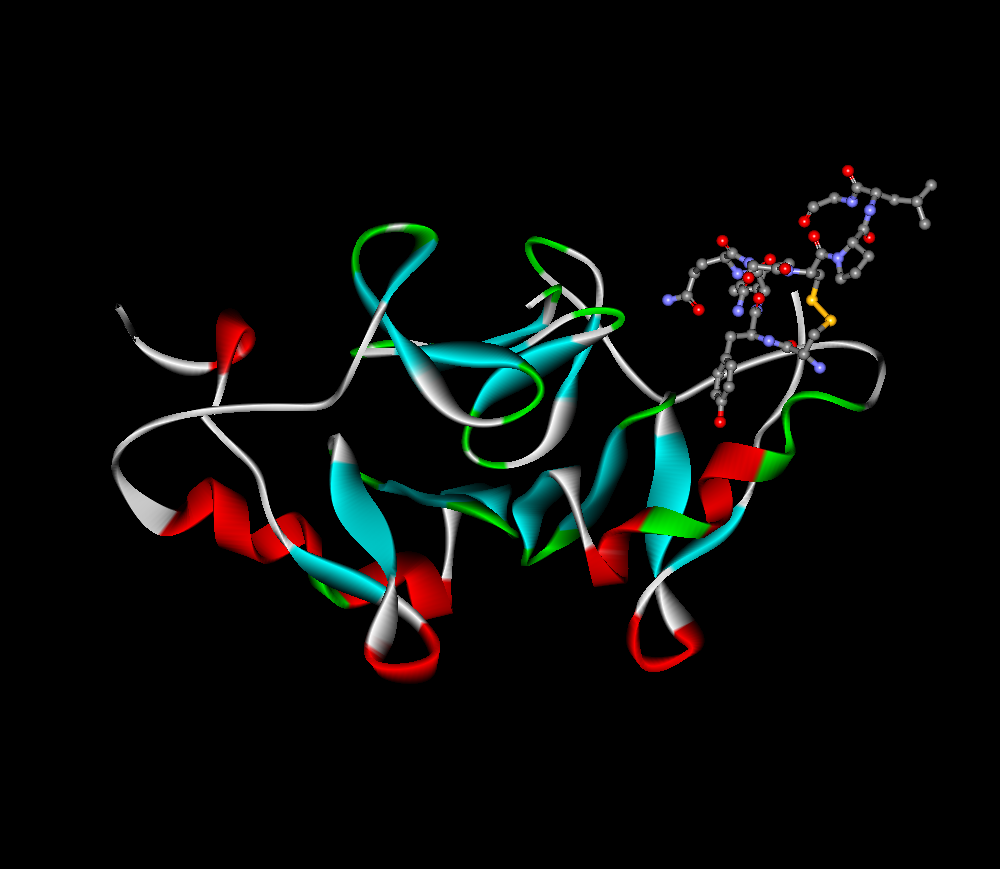
结合在载体蛋白，即缎带模型所示的神经垂体激素转运蛋白上的，球棍模型所示的催产素

催产素是由九个氨基酸组成的多肽构成的，人類與大多數哺乳動物的催產素的化學結構如下：
催產素的結構和抗利尿激素（半胱氨酸─酪氨酸─苯丙氨酸─穀氨醯胺-天冬氨酸-半胱氨酸-脯氨酸-精氨酸-甘氨酸─ NH2）非常相似。催產素和抗利尿激素由文森特·迪维尼奥於1953年分離出和合成，使他獲得1955年諾貝爾化學獎，從人類腦下垂體釋放的激素中，目前只有發現这两種激素是會在一段距離作用。

## 功能
最近的研究已經開始探討催產素對於各種行為的影響，包括性高潮、社會認同、夫妻或情侶間的成對結合、焦慮，和產婦的行為等。出於這個原因，它有時被稱為“愛情激素”。催產素有助於減輕壓力及緩解疼痛。無法分泌催產素，與無法感到同情，反社會，精神病，自戀及一般的操控個性有關。

### 催乳
刺激乳頭，促進乳汁產生，有助母乳餵養。

### 催產
收縮子宮，促進分娩。

### 調節能量平衡
促進脂肪酸β氧化，分解脂肪

### 母親與嬰兒連結
催產素也被稱為「擁抱荷爾蒙」，能協助母親與嬰兒建立链结
。

### 個體社會化
催產素能促進個體社會化，而個體在社會化過程順利時能刺激催產素分泌，兩者為正向回饋關係。個體在社會化過程中如長期挫折（特別是在成年以前），將對催產素的形成造成不良影響，進而損害個人社會化能力。
催產素分泌量高且因而有良好社會化能力的人，同時也會在兩性關係裡表現活躍、積極與異性建立穩定的關係，這也是拜催產素作用所賜。
成年以前較常得到父母、師長和管理者讚賞和獎勵的人，體內的催產素分泌量高於一般人平均值。這些人不一定外向，但在催產素作用下，大部分具有穿著體面、舉止合宜、自我要求、注重他人對自我評價等特質。

### 社交行為和傷口癒合
催產素也被認為是調節降低某些細胞因子的炎症。因此，積極的社會交往增加催產素的釋放，可能加速傷口癒合。

### 夫妻關係
催產素喚起知足的心情，減少焦慮，增加平靜的感覺和圍繞配偶的安全感。許多研究已經證明了催產素與人類結合，增加信任，減少恐懼的相關性。一項研究證實，血漿催產素水平和成人浪漫的依戀之間有一個正相關關係。這表明，催產素可能抑制與行為控制，恐懼，焦慮相關的大腦區域，從而使性高潮出現。
德國波昂大學的研究發現，催產素可協助已婚或擁有「承諾關係」的男性保持忠貞，讓他們與異性誘惑對象保持距離。波昂大學教授赫勒曼說：「催產素可增加信任......過去研究顯示田鼠在催產素影響下會表現忠貞，我們首度證實催產素對人的效果雷同。」

### 自閉症
自閉症患者血液中的催產素濃度很低。小兒神經科醫生指出 ，騎馬會促使身體釋放催產素 ，如此一來能夠開啟學習的接收器，適用於自閉症以及亞斯伯格症候群。催產素可能是一個有效的治療自閉症的重複行為的處方藥，儘管美國國家自閉症協會（National Autism Association）認為要利用催產素來治療自閉仍言之過早。

## 藥物形式
催產素鼻腔噴霧劑已用於刺激母乳喂養，但這種方法的有效性是值得懷疑的。
注射催產素類似物被用於引產。催產素也被獸醫用在促進分娩和刺激牛奶產生。

## 合成、储存和释放
催產素從OXT基因的無效前體蛋白合成。